# Phrurotimpus truncatus
Phrurotimpus truncatus là một loài nhện trong họ Phrurolithidae.
Loài này thuộc chi Phrurotimpus. Phrurotimpus truncatus được Ralph Vary Chamberlin & Wilton Ivie miêu tả năm 1935.